# Mimoclystia quaggaria
Mimoclystia quaggaria är en fjärilsart som beskrevs av Hans Daniel Johan Wallengren 1872. Mimoclystia quaggaria ingår i släktet Mimoclystia och familjen mätare. Inga underarter finns listade i Catalogue of Life.